# Thanatus saraevi
Thanatus saraevi là một loài nhện trong họ Philodromidae.
Loài này thuộc chi Thanatus. Thanatus saraevi được A. V. Ponomarev miêu tả năm 2007.